# 暗室 (小説)
『暗室』（あんしつ）は、吉行淳之介の長編小説。1969年1月-12月号の『群像』に連載され、1970年、講談社より単行本化。第6回（1970年）谷崎潤一郎賞受賞。1983年、にっかつ創立70周年記念作品として映画化された（後記）。

## 概要
語り手（私）は43歳の作家、中田修一である。屋根裏部屋でひっそりと暮らす精神障害者の兄妹や、東北の貧しい村で行われていた間引き、水面に叩きつけられた150匹のメダカなど、不穏なエピソードを挿みながら、作家と周囲の女たちとの様々な性のあり方を描いている。

## あらすじ
古い友人で編集者の津野木から私に電話がある。
津野木はかつて同人誌仲間で新進作家だった。20年前のある日、津野木が私の留守宅を訪れ、妻の圭子にお土産を届けたことがあった。私は妻と津野木との関係を疑った。ほどなく妻は妊娠したが、中絶した。その妻も10年前に交通事故死した。
津野木に誘われた酒場で、私はマキという女と知り合いになる。マキは同性愛者で、男が隣りに来ると吐いてしまうのだが、私が体にふれても吐き気がしないという。
私には多加子、夏枝という女がいる。多加子は28歳の華道教授で、4年ほどの関係になる。夏枝は数か月前に偶然知り合った。他にパトロンがいるが、避妊をしようとしない。「子供ができて、それを引張りだしてもらうのが大好き」だという。
やがて多加子は普通の結婚をして、私の前から去る。マキはインテリアの勉強でアメリカに行くことになるが、出発直前、妊娠していることを私に告げる。アメリカで産んで育てるつもりだという。
夏枝から連絡があり、男に殺されかけて、逃げ出したと聞く。夏枝が私を必要としていることを知り、「男の意地」でぬかるみに入って行く覚悟をした。私は1年間、鬱状態になり、ほとんど仕事もできなくなるが、夏枝の部屋に通い、体に溺れた。
夏枝は「子供はできない躯になったらしい」という。生殖と切り離された性行為は「新しい生に受継がれるものではなく、死に近づいてゆく行為を烈しく繰り返している」という思いが浮かぶ。私は今日も夏枝のいるあの薄暗い部屋に行く。

## モデル
- 吉行の没後、愛人だった大塚英子が夏枝のモデルだと名乗り出ている。大塚は『暗室のなかで 吉行淳之介と私が隠れた深い穴』（1995年）、『夜の文壇博物誌 吉行淳之介の恋人をめぐる銀座「ゴードン」の憎めない人々』（1997年）、『暗室日記』（1998年）を公表している。
- 多加子のモデルを主人公にした小説『特別な他人』（中央公論社、1996年）を高山勝美が公表している。

## 映画
『暗室』（あんしつ、英題：Dark Room ）は、1983年公開の日本映画。にっかつ創立70周年記念作品として製作されたにっかつロマンポルノ・エロス大作。カラー / ビスタ / 122分。
浦山桐郎監督、清水綋治、木村理恵主演。

### ストーリー
作家の中田と周囲の女たち（亡妻、多加子、マキ、夏枝など）の関係を、おおむね小説の設定、ストーリーに沿って描いている。次の点は大きく異なっている。
- 中田は、かつて妻の浮気を疑ったこと、妻が交通事故死したことを小説に書いて発表する。
- ラストで、中田は夏枝の部屋でパトロンの竹井に出くわし、暴行を受ける。夏枝は傷ついた中田を、母と弟がいる群馬の実家に連れて行く。夏枝はもう東京へは帰らないと言い、中田に別れを告げる[1]。

### スタッフ
- 監督 - 浦山桐郎
- プロデューサー - 三浦朗
- 企画 - 成田尚哉
- 原作 - 吉行淳之介
- 脚本 - 石堂淑朗
- 撮影 - 安藤庄平
- 美術 - 佐谷晃能
- 照明 - 加藤松作
- 録音 - 神保小四郎
- 編集 - 井上治
- 音楽 - 松村禎三
- 助監督 - 菅野隆、浅尾政行
- 製作担当者 - 栗原啓祐

### キャスト
- 中田修一 - 清水綋治
- 夏枝 - 木村理恵
- 多加子 - 三浦真弓
- マキ - 芦川よしみ
- 圭子 - 風祭ゆき
- 竹井 - 江角英明
- 由美子 - 田家幸子
- タエ - 麻生うさぎ
- 女優（TV・ホームドラマの女） - 江崎和代
- 良子 - 岡本かおり
- バーテン - 北見敏之
- 多加子の新郎 - 関川慎二
- 夏枝の弟 - 伊藤康臣
- 学生 - 阿部雅彦
- 編集者 - 井上高志
- 俳優（TV・ホームドラマの男） - 信実一徳
- 森みどり
- 坂巻祥子
- 渡辺未亡人 - 金子勝美
- 玉井謙介
- 布施絵理子
- 浜田昭美
- 北林みゆき
- 川村真理子
- 渡辺の息子 - 林泰文
- 医師 - 殿山泰司
- 黒服の男 - 浜村純
- 男（中田の対談相手） - 河原崎長一郎
- 夏枝の母 - 初井言栄
- 津野木徹（山野井） - 寺田農

## 註釈
1. ↑  『シナリオ』423号。